# Jens Pecho
Jens Pecho (* 1978 in Frankfurt am Main) ist ein zeitgenössischer deutscher Künstler.

## Leben
Jens Pecho studierte zunächst Soziologie an der Goethe-Universität Frankfurt. Ab 2006 studierte er mediale Künste an der Kunsthochschule für Medien in Köln und von 2010 bis 2011 freie bildende Kunst an der Staatlichen Hochschule für Bildende Künste – Städelschule in Frankfurt am Main. Er lebt und arbeitet in Berlin.

## Werk

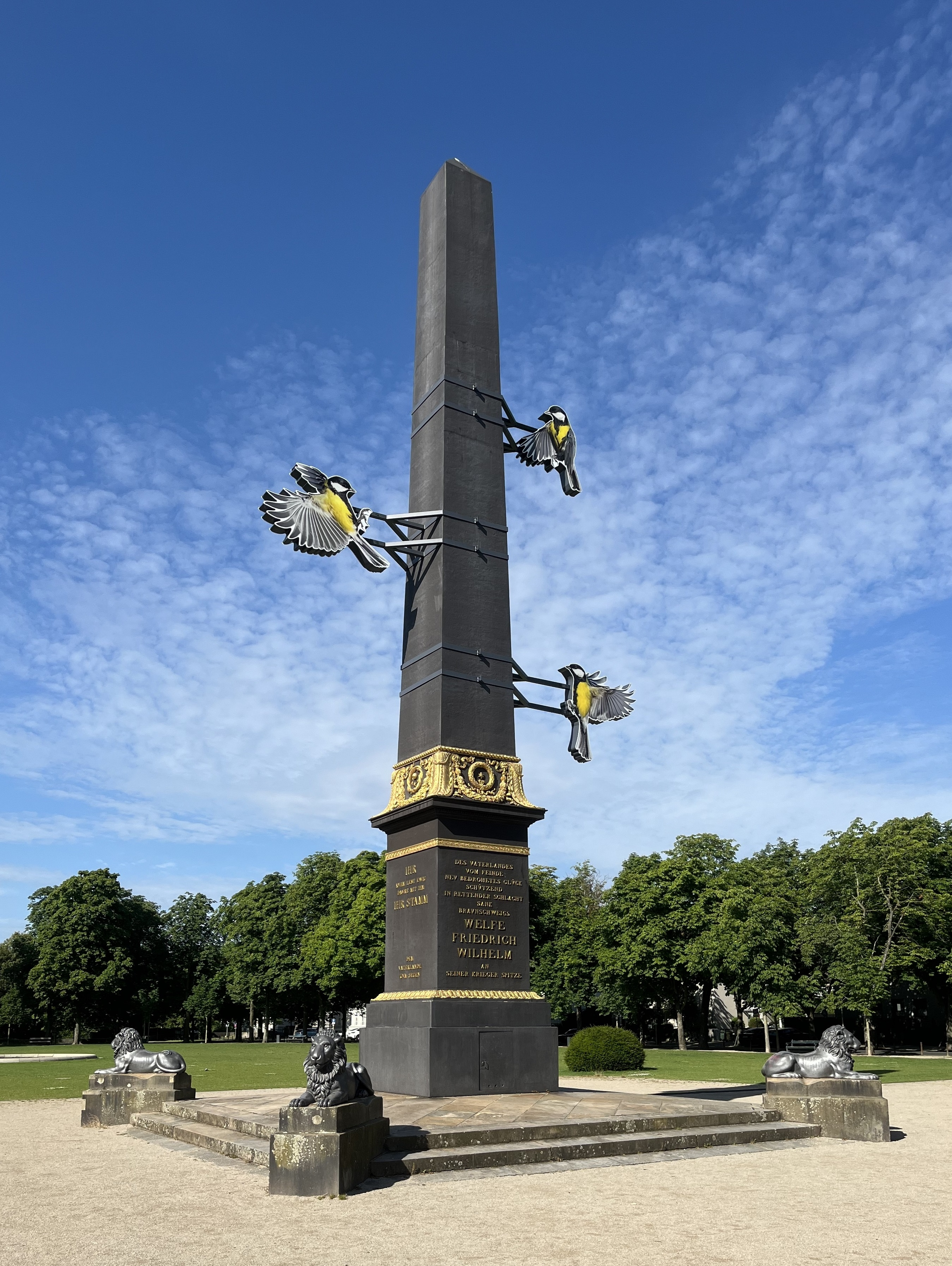
Great Tits Mobbing Phallic Landmark, Installation am Braunschweiger Obelisk zum Lichtparcours 2024

In seinen Arbeiten beschäftigt sich Pecho mit dem Verhältnis von emotionalen Zuständen und deren sprachlicher Vermittelbarkeit. Dabei geht er den verborgenen Subtexten unserer von Kultur- und Popindustrie geprägten Kulturlandschaft und Gesellschaft nach, um diese offenzulegen. Der Künstler ist multimedial aktiv; sein Werk umfasst Texte ebenso wie Soundinstallationen, Videos und Objekte.
Bisherige Erfolge des Künstlers waren unter anderem die Arbeit Tag ein/Tag aus, welche im Jahre 2010 an der Fassade der Bundeskunsthalle zu sehen war und ihn einem breiteren Publikum bekannt machte. Sein Kurzfilm Medley war unter anderem bei den Internationalen Kurzfilmtagen in Oberhausen, den Internationalen Kurzfilmtagen in Uppsala, dem Bielefelder Kunstverein und dem Museum Kunstpalast zu sehen. 2018 wurde sein Film Three Casualties bei den 64. Internationalen Kurzfilmtagen Oberhausen mit einer  Lobende Erwähnung ausgezeichnet. 2019 erhielt er den Videokunst Förderpreis Bremen, mit dessen Mitteln er eine raumgreifende Installation realisierte, die 2021 in den Räumen der Gesellschaft für Aktuelle Kunst in Bremen erstmals präsentiert wurde.

## Filmographie
- Medley, Kurzfilm, 2008.
- Slow Motion for Charly, Experimentalfilm, 2009.
- A Rock Hudson Dialogue, Kurzfilm/Experimentalfilm, 2010.
- Toccata, Kurzfilm, 2010.
- Three Casualties, 2018
- RGB, 2019
- Housebound, 2020

## Ausstellungen
- 2022 Macht! Licht!, Kunstmuseum Wolfsburg
- 2022 Thunder in Your Throat, Neuer Berliner Kunstverein
- 2021 Videokunst Förderpreis Bremen, Gesellschaft für Aktuelle Kunst, Bremen
- 2020 Empört Euch! Kunst in Zeiten des Zorns, Museum Kunstpalast, Düsseldorf
- 2019 Body in Pieces, KAI10 | Arthena Foundation, Düsseldorf
- 2019 Wild Wild Grammar, European Media Art Festival, Kunsthalle Osnabrück
- 2018 News Flash. #message #social media #artists, Kunsthaus Nürnberg / Kunsthalle Nürnberg
- 2017 Every Cult its Castle, Spinnerei, Leipzig
- 2016 Karl-Schmidt-Rottluff-Stipendium, Kunsthalle Düsseldorf
- 2016 Eine Kunst, die Ja sagt, Kunsthaus Rhenania, Köln
- 2015 Temporary Relocation, Herzliya Museum of Contemporary Art, Israel
- 2013 Dead and Dead end, Simultanhalle, Köln
- 2012 Großer-Hans-Purrmannpreis der Stadt Speyer, Städtische Galerie Speyer
- 2011 Second Lifes: Jeux masqués et autres Je, Forum d’art Contemporain – Casino Luxembourg
- 2011 Konsens, EG Null – Raum für junge Kunst, Generali Deutschland, Köln
- 2010 Enovos Kunstpreis, Wilhelm Hack Museum, Ludwigshafen
- 2010 Echoraum, Kunst- und Ausstellungshalle der Bundesrepublik Deutschland, Bonn
- 2009 El Dorado – Über das Versprechen der Menschenrechte, Kunsthalle Nürnberg
- 2009 Subjektive Projektionen, Bielefelder Kunstverein

## Auszeichnungen
- 2009 Künstlerförderung der Studienstiftung des deutschen Volkes
- 2011 Spiridon-Neven-DuMont-Preis
- 2011 Förderpreis des Landes Nordrhein-Westfalen für junge Künstlerinnen und Künstler
- 2012 Bronner Residency, Tel Aviv, Stipendium der Kunststiftung NRW
- 2012 Projektförderung der SK Stiftung Kultur
- 2013 Arbeitsstipendium der Stiftung Kunstfonds
- 2014 Atelierstipendium, Kunstdepot Göschenen
- 2014 Karl-Schmidt-Rottluff-Stipendium
- 2019 Videokunst Förderpreis Bremen
- 2021 Arbeitsstipendium Bildende Kunst, Senatsverwaltung für Kultur und Europa, Berlin